# Pi Aurigae
Désignations
Pi Aurigae (π Aur / π Aurigae) est une étoile variable de quatrième magnitude de la constellation boréale du Cocher. Située à environ un degré au nord de Menkalinan (β Aur), sur l'ascension droite 6h, Pi Aurigae est circumpolaire pour les observateurs habitant au-delà de 44°N. Elle se trouve aussi à proximité immédiate de la nébuleuse planétaire IC 2149.

## Environnement stellaire
D'après la mesure de sa parallaxe annuelle par le satellite Hipparcos, l'étoile est situé à approximativement ∼ 750 a.l. (∼ 230 pc) de la Terre. À cette distance, sa luminosité est diminuée de 0,54 magnitude en raison de l'extinction créée par la poussière et le gaz du milieu interstellaire présents sur le trajet de sa lumière. Elle ne possède pas de compagnon connu.

## Propriétés
Pi Aurigae est une géante lumineuse rouge de type spectral M3IIb. C'est une étoile évoluée qui est située sur la branche asymptotique des géantes (AGB). Son rayon s'est étendu et il est autour de 127 fois plus grand que le rayon solaire. C'est aussi une étoile variable irrégulière à longue période de type Lc qui voit sa luminosité varier entre les magnitudes +4,24 et +4,34,. En moyenne, l'étoile est près de 6 500 fois plus lumineuse que le Soleil et sa température de surface est de 3 388 K.